# Triggered (Freestyle)
Triggered (Freestyle) è un singolo della cantante statunitense Jhené Aiko, pubblicato l'8 marzo 2019 come primo estratto dal suo terzo album in studio Chilombo.

## Descrizione
La canzone è un freestyle sui sentimenti conflittuali della Aiko a seguito di una rottura. È stata interpretata come una diss track nei confronti dell'ex fidanzato Big Sean, con il quale aveva anche realizzato un EP sotto il nome di Twenty88, ma la cantante ha negato ciò.

## Video musicale
Il video musicale è stato pubblicato in concomitanza con l'uscita del singolo.

## Classifiche
| Classifica (2019) | Posizione massima |
| ----------------- | ----------------- |
| Stati Uniti       | 51                |